# Liste des séries parues dans le Weekly Young Jump
Cette page annexe liste l'ensemble des séries de manga étant ou ayant été prépubliées dans le magazine hebdomadaire Weekly Young Jump de l'éditeur Shūeisha.

## Mode d'emploi et cadre de recherche
- Le tableau est triable.
  - Le tableau est, par défaut, affiché dans l'ordre d'apparition. Les 1re et 5e colonnes (« No  » et « Première publication ») trient dans le même ordre.
  - Les séries en cours apparaissent en fin de tableau si le tri est effectué selon la 6e colonne. Elles sont triées entre elles par ordre de première publication.
  - Des clés de tri en hiragana sont utilisées pour la 2de colonne.
  - Les 7e et 8e colonnes disposent d'un système de clés de tri afin de ne pas avoir de diacritique.
- Les 5e et 6e colonnes sont sous la forme « aaaa.nn » où « aaaa » désigne l'année et « nn » le numéro de la publication à prendre en compte.
  - S'il s'agit d'un numéro double, il apparait sous la forme « aaaa.nn/NN » où NN désigne le second numéro.
  - Une balise d'appel de références est automatiquement créée pour chaque année utilisée dans le tableau, il est toutefois nécessaire de créer la référence correspondante en fin de page.
- Deux couleurs sont utilisées dans le tableau pour signaler les manga en cours de publication lors de la dernière mise à jour :

|  | Manga en cours de publication le 29 septembre 2021 ; |

|  | Manga transféré dans un autre magazine et encore en cours de publication le 29 septembre 2021. |

- La 4e colonne (« Titre français ») n'est remplie que s'il existe un titre officiel en français choisi par un éditeur francophone.
- Les liens vers les articles en français se font dans la 4e colonne si elle est remplie, dans la 3e sinon.
- Les liens vers les articles en japonais n'existent que si l'article existe.
- Chaque année, groupe de hiragana ou lettre dispose d'une ancre. Après avoir trié selon ses désirs le tableau, il est possible de faire une recherche grâce au cadre ci-dessous.

| Type                    | Type                    | Liens | Pour les colonnes                               |
| ----------------------- | ----------------------- | --- | ----------------------------------------------- |
| Par ordre chronologique | Par ordre chronologique | - 1979 1980 - 1981 - 1982 - 1983 - 1984 - 1985 - 1986 - 1987 - 1988 - 1989 1990 - 1991 - 1992 - 1993 - 1994 - 1995 - 1996 - 1997 - 1998 - 1999 2000 - 2001 - 2002 - 2003 - 2004 - 2005 - 2006 - 2007 - 2008 - 2009 2010 - 2011 - 2012 - 2013 - 2014 - 2015 - 2016 - 2017 - 2018 - 2019 2020 - 2021 | No , Première publication, Dernière publication |

## Liste
Liste des séries ayant été pré-publiées dans le magazine Weekly Young Jump.
| No             | Titre japonais                                                               | Transcription                                                                                                 | Titre français               | Première publication | Dernière publication | Auteur (Dessinateur)                    | Scénariste                             |
| -------------- | ---------------------------------------------------------------------------- | --- | ---------------------------- | -------------------- | -------------------- | --------------------------------------- | -------------------------------------- |
| {{{numéro}}} c | んんん                                                                       | zzzzz | 1979                         | 1979.00              | 1979.00              | zzzzz                                   | zzzzz                                  |
| 001            | ヤスジのアニマルどー!!                                                       | ' | —                            | 1979.                | 1980.                | Yasuji Tanioka                          | —                                      |
| 002            | どついたれ                                                                   | Dotsuitare | —                            | 1979.01              | 1980.22              | Osamu Tezuka                            | —                                      |
| 003            | 花平バズーカ                                                                 | Hanappe Bazooka                                                                                               | —                            | 1979.01              | 1982.                | Go Nagai                                | Kazuo Koike                            |
| 004            | 俺の空〈刑事編〉                                                             | Ore no sora                                                                                                   | —                            | 1979.01              | 1981.                | Hiroshi Motomiya                        | —                                      |
| 005            | 一丁目のスナミちゃん                                                         | ' | —                            | 1979.01              | 1980.20              | Kazuyoshi Torii                         | —                                      |
| 006            | 無頼風                                                                       | ' | —                            | 1979.01              | 1982.                |                                         | —                                      |
| 007            | 世紀末研究所                                                                 | ' | —                            | 1979.01              | 1980.04              | Yoshinori Kobayashi                     | —                                      |
| 008            | 哀愁荒野                                                                     | ' | —                            | 1979.02              | 1981.01              | Yū Matsuhisa                            | Ikki Kajiwara                          |
| {{{numéro}}} c | んんん                                                                       | zzzzz | 1980                         | 1980.00              | 1980.00              | zzzzz                                   | zzzzz                                  |
| 009            | こにくらぐれん隊                                                             | ' | —                            | 1980.                | 1981.                |                                         | —                                      |
| 010            | はっちゃき先生                                                               | ' | —                            | 1980.02              | 1980.                | Saburō Ishikawa                         | —                                      |
| 011            | 東大快進撃                                                                   | ' | —                            | 1980.07              | 1981.25              | Yoshinori Kobayashi                     | —                                      |
| {{{numéro}}} c | んんん                                                                       | zzzzz | 1981                         | 1981.00              | 1981.00              | zzzzz                                   | zzzzz                                  |
| 012            | 男は天兵                                                                     | Otoko wa tenpei                                                                                               | —                            | 1981.                | 1983.                | Noriyoshi Inoue                         | Tetsu Kariya                           |
| 013            | いっしょけんめいハジメくん                                                   | Isshokenmei Hajime-kun                                                                                        | —                            | 1981.                | 1985.                | Tarō Kon                                | —                                      |
| 014            | 北の土龍                                                                     | Kita no Mogura                                                                                                | —                            | 1981.                | 1985.51              | Saburō Ishikawa                         | —                                      |
| 015            | わたしの沖田くん                                                             | Watashi no Okita-kun                                                                                          | —                            | 1981.                | ?.                   | Toshio Nobe                             | —                                      |
| {{{numéro}}} c | んんん                                                                       | zzzzz | 1982                         | 1982.00              | 1982.00              | zzzzz                                   | zzzzz                                  |
| 016            | ド忠犬ハジ公                                                                 | Dochūken Hajikō                                                                                               | —                            | 1982.                | ?.                   | Yasuji Tanioka                          | —                                      |
| 017            | みんなあげちゃう♡                                                            | Minna Agechau                                                                                                 | —                            | 1982.49              | 1987.33              | Hikaru Yuzuki                           | —                                      |
| {{{numéro}}} c | んんん                                                                       | zzzzz | 1983                         | 1983.00              | 1983.00              | zzzzz                                   | zzzzz                                  |
| 018            | デュエット                                                                   | Duet | —                            | 1983.                | 1985.27              | Noriyoshi Inoue                         | Kazuo Koike                            |
| 019            | 春ウララ                                                                     | Haru Urara | —                            | 1983.                | 1986.06              | Yugo Ishikawa                           | —                                      |
| 020            | ザ・サムライ                                                                 | The samurai                                                                                                   | —                            | 1983.                | 1987.28              | Tsuhiro Kasugami                        | —                                      |
| 021            | 安穏族                                                                       | Annon zoku | —                            | 1983.                | ?.                   | Kei Ishizaka                            | —                                      |
| 022            | ハッピーピープル                                                             | Happy People                                                                                                  | —                            | 1983.10              | 1988.10              | Eishō Shaku                             | —                                      |
| 023            | 少〜しみせちゃう                                                             | ' | —                            | 1983.38              | 1983.41              | Hikaru Yuzuki                           | —                                      |
| {{{numéro}}} c | んんん                                                                       | zzzzz | 1984                         | 1984.00              | 1984.00              | zzzzz                                   | zzzzz                                  |
| 024            | いとしのエリー                                                               | Itoshi no Erii                                                                                                | —                            | 1984.                | 1987.52              | Mako Takami                             | —                                      |
| 025            | 弥生の大空                                                                   | Yayoi no oozora                                                                                               | —                            | 1984.                | 1986.32              | Toshio Nobe                             | —                                      |
| 026            | 緑山高校                                                                     | ' | —                            | 1984.                | 1987.50              | Atsuo Kuwasawa                          | —                                      |
| {{{numéro}}} c | んんん                                                                       | zzzzz | 1985                         | 1985.00              | 1985.00              | zzzzz                                   | zzzzz                                  |
| 027            | 孔雀王                                                                       | Kujakuō | —                            | 1985.                | 1989.                | Makoto Ogino                            | —                                      |
| 028            | 押忍!!空手部                                                                 | Osu!! Karatebu                                                                                                | —                            | 1985.20              | 1996.18              | Kōji Takahashi                          | —                                      |
| 029            | SOUL                                                                         | Soul | —                            | 1985.21              | 1986.01·02           | Tetsuya Saruwatari                      | —                                      |
| 030            | マッド★ブル34                                                                | Mad Bull 34                                                                                                   | —                            | 1985.31              | 1989.26              | Noriyoshi Inoue                         | Kazuo Koike                            |
| {{{numéro}}} c | んんん                                                                       | zzzzz | 1986                         | 1986.00              | 1986.00              | zzzzz                                   | zzzzz                                  |
| 031            | 栄光なき天才たち                                                             | Eikō naki tensaitachi                                                                                         | —                            | 1986.23              | 1992.24              | Shingo Morita                           | ?                                      |
| 032            | のぞみウィッチィズ                                                           | Nozomi Witches                                                                                                | —                            | 1986.39              | 1996.51              | Toshio Nobe                             | —                                      |
| {{{numéro}}} c | んんん                                                                       | zzzzz | 1987                         | 1987.00              | 1987.00              | zzzzz                                   | zzzzz                                  |
| 033            | まりのシンドローム                                                           | ' | —                            | 1987.18              | 1989.08              |                                         | —                                      |
| 034            | リトル ビッグ ママ                                                           | Little Big Mama                                                                                               | —                            | 1987.35              | 1988.11              | Hikaru Yuzuki                           | —                                      |
| 035            | CHI・GU・HA・GU                                                              | Chi Gu Ha Gu                                                                                                  | —                            | 1987.51              | 1990.27              | Noriyuki Yamahana                       | —                                      |
| 036            | レモンエンジェル                                                             | Lemon Angel                                                                                                   | —                            | 1987.51              | 1990.09              | Jun Watabe                              | —                                      |
| {{{numéro}}} c | んんん                                                                       | zzzzz | 1988                         | 1988.00              | 1988.00              | zzzzz                                   | zzzzz                                  |
| 037            | シンデレラ・エクスプレス                                                     | Cinderella Express                                                                                            | —                            | 1988.15              | 1989.25              | Hikaru Yuzuki                           | —                                      |
| 038            | 19〈NINTEEN〉                                                                | ' | —                            | 1988.19              | 1990.42              | Shō Kitagawa                            | —                                      |
| 039            | 少年アシベ                                                                   | ' | —                            | 1988.24              | 1994.03·04           | Hiromi Morishita                        | —                                      |
| 040            | Y氏の隣人                                                                    | Y shi no rinjin                                                                                               | —                            | 1988.32              | 2001.44              | Hiroyuki Yoshida                        | —                                      |
| {{{numéro}}} c | んんん                                                                       | zzzzz | 1989                         | 1989.00              | 1989.00              | zzzzz                                   | zzzzz                                  |
| 041            | はいすくーる仁義                                                             | Highschool Jingi                                                                                              | —                            | 1989.10              | 1992.29              | Shūji Mizuho                            | —                                      |
| 042            | 蒼き炎                                                                       | ' | —                            | 1989.28              | 1994.28              | Saburō Ishikawa                         | —                                      |
| 043            | HOT STUFF                                                                    | Hot Stuff | —                            | 1989.36              | 1990.16              | Hikaru Yuzuki                           | —                                      |
| 044            | ALGO!                                                                        | Algo! | —                            | 1989.45              | 1990.37              | Makoto Ogino                            | —                                      |
| {{{numéro}}} c | んんん                                                                       | zzzzz | 1990                         | 1990.00              | 1990.00              | zzzzz                                   | zzzzz                                  |
| 045            | 孔雀王 退魔聖伝                                                              | Kujakuō - Taimaseiden                                                                                         | —                            | 1990.                | 1992.                | Makoto Ogino                            | —                                      |
| 046            | マジン・サーガ                                                               | Mazin Saga | —                            | 1990.                | 1992.                | Go Nagai                                | —                                      |
| 047            | うめももさくら                                                               | Ume Momo Sakura                                                                                               | —                            | 1990.21              | 1992.30              | Yumiko Suzuki                           | —                                      |
| 048            | B.B.フィッシュ                                                               | B.B. Fish | —                            | 1990.50              | 1994.05·06           | Shō Kitagawa                            | —                                      |
| 049            | かるてっと                                                                   | Karutetto | —                            | 1990.51              | 1991.30              | Noriyuki Yamahana                       | —                                      |
| {{{numéro}}} c | んんん                                                                       | zzzzz | 1991                         | 1991.00              | 1991.00              | zzzzz                                   | zzzzz                                  |
| 050            | エ・ク・ボ・!                                                                | Ekubo! | —                            | 1991.                | ?.                   | Noriyuki Yamahana                       | —                                      |
| 051            | キントトハウス                                                               | Kintoto House                                                                                                 | —                            | 1991.                | ?.                   | Keisuke Yamashina                       | —                                      |
| 052            | ネコじゃないモン!                                                            | Neko ja nai mon!                                                                                              | —                            | 1991.                | ?.                   | Kentaro Yano                            | —                                      |
| 053            | 天国でポン                                                                   | Tengoku de pon!                                                                                               | —                            | 1991.                | ?.                   | Takashi Murakami                        | —                                      |
| 054            | GULFの鷹                                                                     | Gulf no taka                                                                                                  | —                            | 1991.14              | 1991.47              | Noriyoshi Inoue                         | Masayuki Yashiro                       |
| {{{numéro}}} c | んんん                                                                       | zzzzz | 1992                         | 1992.00              | 1992.00              | zzzzz                                   | zzzzz                                  |
| 055            | 変［HEN］                                                                    | Hen | Hen                          | 1992.                | 1997.                | Hiroya Oku                              | —                                      |
| 056            | 俺の空 三四郎編                                                              | Ore no sora: Sanshirōhen                                                                                      | —                            | 1992.21・22          | 1993.52              | Hiroshi Motomiya                        | —                                      |
| 057            | ダムド                                                                       | Damned | —                            | 1992.28              | 1993.01·02           | Tetsuya Saruwatari                      | Masanori Kadowaki                      |
| 058            | 黄龍の耳                                                                     | Kōryu no mimi                                                                                                 | —                            | 1992.52              | 1996.01              | Noriyoshi Inoue                         | Arimasa Oosawa                         |
| {{{numéro}}} c | んんん                                                                       | zzzzz | 1993                         | 1993.00              | 1993.00              | zzzzz                                   | zzzzz                                  |
| 059            | 新・栄光なき天才たち                                                         | Eikō naki tensaitachi                                                                                         | —                            | 1993.                | 1994.                | Shingo Morita                           | —                                      |
| 060            | ふたりの気持ち                                                               | Futari no kimochi                                                                                             | —                            | 1993.                | 1994.                | Mako Takami                             | —                                      |
| 061            | グラスエイジ                                                                 | Glass Age | —                            | 1993.                | ?.                   | Noriyuki Yamahana                       | —                                      |
| 062            | ナマケモノが見てた                                                           | Namakemo ga miteta                                                                                            | —                            | 1993.                | ?.                   | Takashi Murakami                        | —                                      |
| 063            | 和田ラヂヲのここにいます                                                     | Wada radio no koko ni imasu                                                                                   | —                            | 1993.                | 1998.                | Radio Wada                              | —                                      |
| 064            | 夜叉鴉                                                                       | Yasha garasu                                                                                                  | —                            | 1993.20・21          | 1996.08              | Makoto Ogino                            | —                                      |
| 065            | KIRARA                                                                       | Kirara | Kirara                       | 1993.25              | 1996.12              | Toshiki Yui                             | —                                      |
| 066            | ガード・ドック                                                               | Guard Dog | —                            | 1993.25              | 1996.05·06           | Ryou Asakura                            | Kenichi Kutsugi                        |
| 067            | 俺がコーキだ!!                                                               | Ore ga kōkida!!                                                                                               | —                            | 1993.27              | 1994.45              | Makoto Katayama                         | —                                      |
| 068            | てっぺん                                                                     | Teppen | —                            | 1993.30              | 1996.43              | Takaki Konari                           | —                                      |
| 069            | 高校鉄拳伝タフ                                                               | Kōkō tekkenden tough                                                                                          | Tough                        | 1993.33              | 2003.29              | Tetsuya Saruwatari                      | —                                      |
| {{{numéro}}} c | んんん                                                                       | zzzzz | 1994                         | 1994.00              | 1994.00              | zzzzz                                   | zzzzz                                  |
| 070            | ぼくのマリー                                                                 | Boku no Marī                                                                                                  | —                            | 1994.05・06          | 1997.13              | Goro Sanyo                              | Sakura Takeuchi                        |
| 071            | C                                                                            | C | —                            | 1994.13              | 1996.52              | Shō Kitagawa                            | —                                      |
| 072            | サラリーマン金太郎                                                           | Salaryman Kintarō                                                                                             | —                            | 1994.30              | 2002.09              | Hiroshi Motomiya                        | —                                      |
| 073            | いつかのメイン                                                               | Itsuka no Main                                                                                                | —                            | 1994.35              | 1996.34              | Shūji Mizuho                            | —                                      |
| 074            | あなたのそばへ                                                               | Anata no Soba e                                                                                               | —                            | 1994.43              | 1995.09              | Yumiko Suzuki                           | —                                      |
| {{{numéro}}} c | んんん                                                                       | zzzzz | 1995                         | 1995.00              | 1995.00              | zzzzz                                   | zzzzz                                  |
| 075            | 私立T女子学園                                                                | ' | —                            | 1995.                | 2001.41              | Eri Takeda                              | —                                      |
| 076            | 厄災仔寵                                                                     | Yakusai Kochō                                                                                                 | —                            | 1995.03・04          | 1997.33              | Nonki Miyasu                            | —                                      |
| 077            | 魚CRY                                                                        | ' | —                            | 1995.15              | 1997.11              | Makoto Katayama                         | Kazuo Koike                            |
| 078            | ハートボイルドパパ                                                           | Heart Boiled Papa                                                                                             | —                            | 1995.27              | 1997.46              | Masakazu Yamaguchi                      | —                                      |
| 079            | 君だけをみつめてる                                                           | Kimi dake o mitsumeteru                                                                                       | —                            | 1995.47              | 1997.27              | Ayumu Nanase                            | —                                      |
| {{{numéro}}} c | んんん                                                                       | zzzzz | 1996                         | 1996.00              | 1996.00              | zzzzz                                   | zzzzz                                  |
| 080            | サムライガン                                                                 | Samurai Gun                                                                                                   | —                            | 1996.                | 2002.                | Kazuhiro Kumagai                        | —                                      |
| 081            | X〈クロス〉                                                                  | Cross | —                            | 1996.03・04          | 1997.39              | Noriyoshi Inoue                         | Kengo Kaji                             |
| 082            | えっち                                                                       | Ecchi | —                            | 1996.09              | 1999.29              | Masumi Sendō                            | —                                      |
| 083            | 新ハッピーピープル                                                           | Shin Happy People                                                                                             | Imbeciles heureux            | 1996.09              | 2000.02              | Eishō Shaku                             | —                                      |
| 084            | 超格闘伝説 あした輝け!                                                       | Chou Kakutou Densetsu Ashita Kagayake!!                                                                       | —                            | 1996.24              | 1997.45              | Kōji Takahashi                          | —                                      |
| 085            | おっとり捜査                                                                 | Ottori sōsa                                                                                                   | —                            | 1996.33              | 1997.30              | Yua Kotegawa                            | —                                      |
| 086            | マイホームみらの                                                             | My Home Mirano                                                                                                | —                            | 1996.34              | 2000.17              | Yukiya Sakuragi                         | —                                      |
| 087            | 暴力の都                                                                     | Bōryoku no miyako                                                                                             | —                            | 1996.36・37          | 1999.51              | Masato Naka                             | Yukihiro Toda                          |
| 088            | 以蔵の青春                                                                   | ' | —                            | 1996.38              | 1998.50              | Masatoshi Masato                        | —                                      |
| 089            | ラッキーストライク                                                           | ' | —                            | 1996.45              | 1996.48              | Hisashi Eguchi                          | —                                      |
| 090            | 小類人〈ちゃいるど〉                                                         | Chairudo | —                            | 1996.47              | 2000.02              | Makoto Ogino                            | —                                      |
| 091            | CUFFS 〜傷だらけの地図〜                                                     | Cuffs | —                            | 1996.52              | 2005.18              | Jin Tōjō                                | —                                      |
| {{{numéro}}} c | んんん                                                                       | zzzzz | 1997                         | 1997.00              | 1997.00              | zzzzz                                   | zzzzz                                  |
| 092            | 妖精大戦ノア                                                                 | Sylph War NOA                                                                                                 | —                            | 1997.                | ?.                   | Toshio Nobe                             | —                                      |
| 093            | 天空の門                                                                     | Tenkū no mon                                                                                                  | —                            | 1997.                | ?.                   | Toshiwo Kikuchi                         | —                                      |
| 094            | ホットマン                                                                   | Hotman | —                            | 1997.06・07          | 2000.30              | Shō Kitagawa                            | —                                      |
| 095            | わっぱ烈伝 爆造                                                              | ' | —                            | 1997.20              | 2000.34              | Kōji Takahashi                          | —                                      |
| 096            | 殺医ドクター蘭丸                                                             | Satsui Doctor Ranmaru                                                                                         | —                            | 1997.44              | 2001.08              | Noriyoshi Inoue                         | Kengo Kaji                             |
| 097            | 天国にいちばん近いフィールド                                                 | Tengoku ni ichiban chikai field                                                                               | —                            | 1997.51              | 1998.43              | Ayumu Nanase                            | Morio Morita                           |
| 098            | B-SHOCK!                                                                     | B. Shock! | —                            | 1997.52              | 2000.04·05           | Junko Nakano                            | —                                      |
| {{{numéro}}} c | んんん                                                                       | zzzzz | 1998                         | 1998.00              | 1998.00              | zzzzz                                   | zzzzz                                  |
| 099            | COLORFUL                                                                     | Colorful | —                            | 1998.                | 2000.                | Torajirō Kishi                          | —                                      |
| 100            | フルパワーMONKEY                                                             | Full Power Monkey                                                                                             | —                            | 1998.                | 2001.20              | Fumihiro Atagawa                        | —                                      |
| 101            | ブルジョア刑事                                                               | Bourgeois Keiji                                                                                               | —                            | 1998.33              | 2000.15              | Shūji Mizuho                            | —                                      |
| 102            | うなじ                                                                       | ' | —                            | 1998.36・37          | 1999.02              | Hisashi Eguchi                          | —                                      |
| 103            | 打撃天使ルリ                                                                 | Dageki tenshi ruri                                                                                            | —                            | 1998.43              | 2000.45              | Yasuhito Yamamoto                       | —                                      |
| {{{numéro}}} c | んんん                                                                       | zzzzz | 1999                         | 1999.00              | 1999.00              | zzzzz                                   | zzzzz                                  |
| 104            | ぱじ                                                                         | Paji | —                            | 1999.                | 2005.02              | Takashi Murakami                        | —                                      |
| 105            | 山靴よ疾風れ!                                                                | Yamagutsu yo hashire!!                                                                                        | —                            | 1999.                | ?.                   | Nao Kurebayashi                         | ?                                      |
| 106            | 性職者                                                                       | Seishokusha                                                                                                   | —                            | 1999.03              | 2000.28              | Mayu Morinaga                           | Fūji Hikari                            |
| 107            | ALIVE                                                                        | Alive! | Alive                        | 1999.10              | 1999.29              | Tsutomu Takahashi                       | —                                      |
| 108            | BOING〜ぼいん〜                                                              | Boing | —                            | 1999.20              | 2001.03·04           | Masakazu Yamaguchi                      | —                                      |
| 109            | 01 ZEROONE                                                                   | 01 Zero One                                                                                                   | Zero one                     | 1999.21・22          | 2000.17              | Hiroya Oku                              | —                                      |
| 110            | Monacoの空へ                                                                 | Monaco no sora e                                                                                              | —                            | 1999.37・38          | 2005.10              | Toshio Nobe                             | —                                      |
| 111            | リアル                                                                       | Real | Real                         | 1999.48              | —                    | Takehiko Inoue                          | —                                      |
| {{{numéro}}} c | んんん                                                                       | zzzzz | 2000                         | 2000.00              | 2000.00              | zzzzz                                   | zzzzz                                  |
| 112            | COMAGOMA                                                                     | Comagoma | —                            | 2000.                | 2004.17              | Hiromi Morishita                        | —                                      |
| 113            | アンファン・テリブル                                                         | Enfant terrible                                                                                               | —                            | 2000.                | 2001.18              |                                         | —                                      |
| 114            | あい。                                                                       | Ai. | —                            | 2000.04・05          | 2002.44              | Masumi Sendō                            | —                                      |
| 115            | GANTZ                                                                        | Gantz | Gantz                        | 2000.04・05          | 2013.29              | Hiroya Oku                              | —                                      |
| 116            | バラ餓鬼                                                                     | Baragaki | —                            | 2000.12              | 2000.53              | Robin Mibu                              | —                                      |
| 117            | 妹-あかね-                                                                   | Imōto - Akane                                                                                                 | —                            | 2000.17              | 2003.21·22           | Noriyuki Yamahana                       | —                                      |
| 118            | キュイジニエ                                                                 | Cuisinier | —                            | 2000.24              | 2001.19              | Masato Naka                             | Mitsuru Nishimura                      |
| 119            | 拳銃神                                                                       | Kenjūshin | —                            | 2000.26              | 2003.18              | Makoto Ogino                            | —                                      |
| 120            | AVない奴ら                                                                   | AV Nai Yatsura                                                                                                | —                            | 2000.42              | 2001.25              | Nonki Miyasu                            | —                                      |
| 121            | PERFECT TWIN                                                                 | PERFECT TWIN                                                                                                  | —                            | 2000.51・52          | 2001.51              | Shō Kitagawa                            | —                                      |
| {{{numéro}}} c | んんん                                                                       | zzzzz | 2001                         | 2001.00              | 2001.00              | zzzzz                                   | zzzzz                                  |
| 122            | ワルG                                                                        | Waru g | —                            | 2001.                | 2001.25              | Makoto Katayama                         | —                                      |
| 123            | キャプテン翼 ROAD TO 2002                                                    | Captain Tsubasa: Road to 2002                                                                                 | —                            | 2001.03・04          | 2004.                | Yoichi Takahashi                        | —                                      |
| 124            | 華麗なる食卓                                                                 | Karei naru shokutaku                                                                                          | Addicted to Curry            | 2001.07              | 2013.02              | Kazuki Funatsu                          | —                                      |
| 125            | 未成年J                                                                      | Miseinen J | —                            | 2001.12              | 2001.46              | Noriyoshi Inoue                         | —                                      |
| 126            | スカイハイ                                                                   | Skyhigh | Sky high                     | 2001.16              | 2002.19              | Tsutomu Takahashi                       | —                                      |
| 127            | がんばれ!和田ラヂヲ                                                          | Ganbare! Wada radio                                                                                           | —                            | 2001.17              | 2002.21・22          | Radio Wada                              | —                                      |
| 128            | ヤスミンのDANCE!                                                             | Yasumin no dance!                                                                                             | —                            | 2001.20              | 2001.41              | Yukiya Sakuragi                         | —                                      |
| 129            | ONE ZERO NINE                                                                | One Zero Nine                                                                                                 | —                            | 2001.21・22          | 2002.28              | Tatsuya Egawa                           | —                                      |
| 130            | どっかん!                                                                    | Dokkan! | —                            | 2001.24              | 2002.45              | Shigeru Noda                            | Naotaka Taki                           |
| 131            | ゆず文庫CLUB                                                                 | Yuzu bunko club                                                                                               | —                            | 2001.31              | 2005.20              | Masatoshi Masato                        | —                                      |
| 132            | 東京ナンパすとりーと                                                         | Tokyo Nanpa Street                                                                                            | —                            | 2001.33              | 2004.06·07           | Nonki Miyasu                            | —                                      |
| 133            | キャラメラ                                                                   | Caramela | —                            | 2001.38              | 2002.16              | Tomo Taketomi                           | —                                      |
| 134            | ミステリー民俗学者 八雲樹                                                    | Mystery minzoku gakusha yakumo itsuki                                                                         | —                            | 2001.47              | 2003.47              | Masakazu Yamaguchi                      | Yōzaburō Kanari                        |
| 135            | ちさ×ポン                                                                    | Chisa x pon                                                                                                   | —                            | 2001.48              | 2006.04·05           | Junko Nakano                            | —                                      |
| 136            | 青春ヒヒヒ                                                                   | Seishun hihihi                                                                                                | —                            | 2001.51              | 2002.23              | Toru Seino                              | —                                      |
| {{{numéro}}} c | んんん                                                                       | zzzzz | 2002                         | 2002.00              | 2002.00              | zzzzz                                   | zzzzz                                  |
| 137            | 桃香クリニックへようこそ                                                     | Momoka Clinic e Yōkoso                                                                                        | —                            | 2002.                | 2005.                | Nonki Miyasu                            | —                                      |
| 138            | サスケ                                                                       | Sasuke | —                            | 2002.02              | 2003.13              | Takashi Sasaki                          | —                                      |
| 139            | HONEY!                                                                       | Honey! | —                            | 2002.10              | 2002.40              | Shō Kitagawa                            | —                                      |
| 140            | 犬のジュース屋さん                                                           | Inu no juice ya-san                                                                                           | —                            | 2002.11              | 2002.23              | Gō Oohinata                             | —                                      |
| 141            | 死刑囚042                                                                    | Shikeisyu 042                                                                                                 | Détenu 042                   | 2002.15              | 2004.47              | Yua Kotegawa                            | —                                      |
| 142            | ゴルドオ                                                                     | Goldo | —                            | 2002.25              | 2003.13              | Kōji Takahashi                          | —                                      |
| 143            | SMH - 始末署の星                                                             | ' | —                            | 2002.26              | 2003.06·07           | Eri Takeda                              | —                                      |
| 144            | エルフェンリート                                                             | Elfen Lied | Elfen lied                   | 2002.27              | 2005.39              | Lynn Okamoto                            | —                                      |
| 145            | それでいい。                                                                 | Sorede ī | —                            | 2002.28              | ?.                   |                                         | —                                      |
| 146            | Blue Heaven                                                                  | Blue Heaven                                                                                                   | Blue Heaven                  | 2002.30              | 2003.02              | Tsutomu Takahashi                       | —                                      |
| 147            | Gドライブ                                                                    | G drive | —                            | 2002.41              | 2003.19              | Nao Kurebayashi                         | Nobuhiro Sakata                        |
| 148            | モーティヴ -原動機-                                                          | Motive - gendōki                                                                                              | —                            | 2002.46              | ?.                   | Tokihiko Isshiki                        | —                                      |
| 149            | ZETMAN                                                                       | Zetman | Zetman                       | 2002.48              | 2014.29              | Masakazu Katsura                        | —                                      |
| 150            | 国が燃える                                                                   | Kuni ga moeru                                                                                                 | —                            | 2002.49              | 2005.09              | Hiroshi Motomiya                        | —                                      |
| {{{numéro}}} c | んんん                                                                       | zzzzz | 2003                         | 2003.00              | 2003.00              | zzzzz                                   | zzzzz                                  |
| 151            | ひみつ戦隊モモイダー                                                         | Himitsu sentai momoidaa                                                                                       | —                            | 2003.                | 2006.                | Tohru Fujisawa                          | —                                      |
| 152            | 傭兵ピエール                                                                 | Yōhei Pierre                                                                                                  | —                            | 2003.                | 2005.43              | Takashi Noguchi                         | Kenichi Satō                           |
| 153            | 破戒王〜おれの牛若〜                                                         | Hakaiō | —                            | 2003.03              | 2003.51              | Kanako Tanaka                           | —                                      |
| 154            | スカイハイ・カルマ                                                           | Skyhigh: Karma                                                                                                | —                            | 2003.08              | 2003.30              | Tsutomu Takahashi                       | —                                      |
| 155            | 夜王                                                                         | Yaoh | —                            | 2003.09              | 2010.16              | Noriyoshi Inoue                         | Ryō Kurashina                          |
| 156            | カッパの飼い方                                                               | Kappa no kaikata                                                                                              | —                            | 2003.10              | 2010.33              | Yugo Ishikawa                           | —                                      |
| 157            | 和田ラヂヲの嫁に来ないか?                                                    | Wada rajio no yome ni konai ka?                                                                               | —                            | 2003.15              | 2005.22·23           | Radio Wada                              | —                                      |
| 158            | おくさまは女子高生                                                           | Okusama wa joshi kōsei                                                                                        | Ma Femme est une étudiante   | 2003.17              | 2007.08              | Hiyoko Kobayashi                        | —                                      |
| 159            | ホットマン2003                                                               | Hotman 2003                                                                                                   | —                            | 2003.18              | ?.                   | Shō Kitagawa                            | —                                      |
| 160            | ハラハラドキドキ                                                             | Harahara dokidoki                                                                                             | —                            | 2003.19              | 2003.48              | Toru Seino                              | —                                      |
| 161            | つっぱり桃太郎                                                               | Tsuppari momotarō                                                                                             | —                            | 2003.24              | 2004.35              | Gatarō Man                              | —                                      |
| 162            | TOUGH                                                                        | Tough | Free Fight - New Tough       | 2003.35              | 2012.33              | Tetsuya Saruwatari                      | —                                      |
| 163            | スカイハイ・新章                                                             | Skyhigh: Shinshō                                                                                              | —                            | 2003.36・37          | 2004.50              | Tsutomu Takahashi                       | —                                      |
| 164            | フットボールほど素敵な商売はない!!                                           | Football hado suteki na shōbai wa nai!!                                                                       | —                            | 2003.40              | 2004.11              | Kenji Okamura                           | Kei Totsuka                            |
| 165            | 学園天国                                                                     | Gakuen Heaven                                                                                                 | L'Amour en cours             | 2003.47              | 2005.52              | U-Jin                                   | —                                      |
| 166            | 天使のルージュ                                                               | Tenshi no Rouge                                                                                               | —                            | 2003.48              | 2004.10              | Noriyuki Yamahana                       | —                                      |
| 167            | ガールフレンド                                                               | Girlfriend | Girlfriend                   | 2003.52              | 2007.17              | Cōrt Betten                             | Masaya Hokazono                        |
| {{{numéro}}} c | んんん                                                                       | zzzzz | 2004                         | 2004.00              | 2004.00              | zzzzz                                   | zzzzz                                  |
| 168            | 国境を駆ける医師イコマ                                                       | Kokkyō wo kakeru ishi ikoma                                                                                   | —                            | 2004.01              | 2005.24              | Hiroshi Takano                          | —                                      |
| 169            | メリーちゃんと羊                                                             | Merry-chan to hitsuji                                                                                         | —                            | 2004.02              | 2007.46              | Eri Takeda                              | —                                      |
| 170            | にらぎ鬼王丸                                                                 | Niragi kiōmaru                                                                                                | Kiômaru                      | 2004.03              | 2004.45              | Shin'ichi Sakamoto                      | Arajin                                 |
| 171            | 千夏のうた                                                                   | Chinatsu no uta                                                                                               | —                            | 2004.10              | 2004.44              | Shō Kitagawa                            | —                                      |
| 172            | ひみつのルージュ                                                             | Himitsu no Rouge                                                                                              | —                            | 2004.11              | 2004.31              | Noriyuki Yamahana                       | —                                      |
| 173            | B型H系                                                                       | B gata h kei                                                                                                  | B Gata H Kei                 | 2004.20              | 2011.10              | Yoko Sanri                              | —                                      |
| 174            | 極道つぶし                                                                   | Gokudō tsubushi                                                                                               | —                            | 2004.23              | 2005.25              | Takumaru Sasaki                         | —                                      |
| 175            | 水無月ミレ子のとびだすな!青春                                                | Minatsuki mireko no tobidasu na seishun!                                                                      | —                            | 2004.28              | 2005.35              | Ken Sugawara                            | —                                      |
| 176            | 69-sixtynine-                                                                | ' | —                            | 2004.29              | 2004.33              | Shunichi Umezawa                        | Ryu Murakami                           |
| 177            | 法の庭                                                                       | Hō no niwa | —                            | 2004.30              | 2005.24              | Shigeru Noda                            | Seiki Tabara                           |
| 178            | 晴れゆく空                                                                   | Hareyuku sora                                                                                                 | Un ciel radieux              | 2004.33              | 2004.50              | Jiro Taniguchi                          | —                                      |
| 179            | Wネーム                                                                      | W Name | —                            | 2004.35              | 2007.13              | Kyo Hatsuki                             | —                                      |
| 180            | カウンタック                                                                 | Countach | —                            | 2004.41              | 2012.41              | Haruto Umezawa                          | —                                      |
| 181            | 性的人間                                                                     | Seiteki ningen                                                                                                | —                            | 2004.42              | 2005.19              | Yoshio Nozumu                           | —                                      |
| 182            | いぬばか                                                                     | Inubaka | —                            | 2004.43              | 2009.35              | Yukiya Sakuragi                         | —                                      |
| {{{numéro}}} c | んんん                                                                       | zzzzz | 2005                         | 2005.00              | 2005.00              | zzzzz                                   | zzzzz                                  |
| 183            | 珍入社員金太郎                                                               | ' | —                            | 2005.08              | 2005.11              | Gatarō Man                              | —                                      |
| 184            | EVIL HEART                                                                   | Evil Heart | Evil Heart                   | 2005.09              | 2005.44              | Tomo Taketomi                           | —                                      |
| 185            | ヤンキー!ブンブカブーン                                                      | ' | —                            | 2005.10              | ?.                   | Makochin Ishihara                       | —                                      |
| 186            | MONACOの空へ2 ALAS 〜輝ける翼〜                                              | Monaco no sora e 2 alas                                                                                       | —                            | 2005.11              | 2007.45              | Toshio Nobe                             | —                                      |
| 187            | LIAR GAME                                                                    | Liar Game | Liar Game                    | 2005.12              | 2015.04              | Shinobu Kaitani                         | —                                      |
| 188            | SIDOOH/士道                                                                  | Sidooh | Sidooh                       | 2005.14              | 2010.48              | Tsutomu Takahashi                       | —                                      |
| 189            | スーパーニコニコ                                                             | Super niconico                                                                                                | —                            | 2005.16              | 2005.38              | Kōjū Seiya                              | —                                      |
| 190            | ルーキー野球団・東北楽天ゴールデンイーグルス物語                             | Rookie yakyūdan                                                                                               | —                            | 2005.17              | 2005.44              | Shinya Iiboshi                          | ?                                      |
| 191            | ギミック!                                                                    | Gimmick! | —                            | 2005.24              | 2007.14              | Kuroko Yabuguchi                        | Yōzaburō Kanari                        |
| 192            | 益荒王                                                                       | Masuraō | Nés pour cogner              | 2005.25              | 2006.50              | Shin'ichi Sakamoto                      | —                                      |
| 193            | 女子アナ魂―こはるON AIR―                                                     | Joshi Ana Tamashii - Koharu on Air                                                                            | —                            | 2005.26              | 2006.24              | Sorata Unno                             | —                                      |
| 194            | 縮小チーム石田                                                               | Shukushō chiimu ishida                                                                                        | —                            | 2005.27              | 2008.08              | Fumihiro Atagawa                        | —                                      |
| 195            | 林宏                                                                         | Hayashi hiroshi                                                                                               | —                            | 2005.28              | 2005.34              | Shuzō Kesamaru                          | —                                      |
| 196            | 亜熱帯ナイン                                                                 | Anettai nine                                                                                                  | —                            | 2005.35              | 2006.16              | Yūya Kanzaki                            | —                                      |
| 197            | 野獣は眠らず                                                                 | Yajū wa nemurazu                                                                                              | —                            | 2005.36・37          | 2006.40              | Hidebu Takahashi                        | —                                      |
| 198            | 72 The Soul Of Bikes                                                         | 72 - The Soul of Bikes                                                                                        | —                            | 2005.38              | 2007.09              | Katsumi Yamaguchi                       | —                                      |
| 199            | 「もっと、生きたい…」                                                        | Motto ikitai... Install                                                                                       | —                            | 2005.40              | 2006.18              | Masato Naka                             | Yoshi                                  |
| 200            | サラリーマン金太郎マネーウォーズ編                                           | Salaryman Kintarō: Money Wars Hen                                                                             | —                            | 2005.49              | 2006.37·38           | Hiroshi Motomiya                        | —                                      |
| {{{numéro}}} c | んんん                                                                       | zzzzz | 2006                         | 2006.00              | 2006.00              | zzzzz                                   | zzzzz                                  |
| 201            | 秀吉でごザル!!                                                               | Hideyoshi de gozaru!!                                                                                         | —                            | 2006.                | ?.                   | Kanako Tanaka                           | —                                      |
| 202            | Blood Lines                                                                  | Blood lines                                                                                                   | —                            | 2006.06・07          | 2007.10              | Jin Tōjō                                | —                                      |
| 203            | キングダム                                                                   | Kingdom | Kingdom                      | 2006.09              | —                    | Yasuhisa Hara                           | —                                      |
| 204            | anim.-アニマート-                                                            | Anim. - Animaato                                                                                              | —                            | 2006.10              | 2007.19              | Takanori Yasaka                         | Tetsuo Takashima                       |
| 205            | 孔雀王 曲神紀                                                                | Kujakuō - magarigamiki                                                                                        | —                            | 2006.17              | 2009.47              | Makoto Ogino                            | —                                      |
| 206            | 嘘喰い                                                                       | Usogui | —                            | 2006.24              | 2018.3-4             | Toshio Sako                             | —                                      |
| 207            | 仮面ティーチャー                                                             | Kamen Teacher                                                                                                 | Kamen Teacher                | 2006.39              | 2007.47              | Tohru Fujisawa                          | —                                      |
| 208            | め〜てるの気持ち                                                             | Me-teru no kimochi                                                                                            | —                            | 2006.40              | 2007.27              | Hiroya Oku                              | —                                      |
| 209            | ハチワンダイバー                                                             | 81diver | —                            | 2006.41              | 2014.33              | Yokusaru Shibata                        | —                                      |
| 210            | カジテツ王子                                                                 | Kajitetsu ōji                                                                                                 | —                            | 2006.42              | 2010.12              | Hirokazu Mukōra                         | —                                      |
| {{{numéro}}} c | んんん                                                                       | zzzzz | 2007                         | 2007.00              | 2007.00              | zzzzz                                   | zzzzz                                  |
| 211            | まだ、生きてる…                                                              | Mada, ikiteru...                                                                                              | —                            | 2007.05・06          | 2007.18              | Hiroshi Motomiya                        | —                                      |
| 212            | べしゃり暮らし                                                               | Beshari-gurashi                                                                                               | —                            | 2007.07              | 2019.41              | Masanori Morita                         | —                                      |
| 213            | ヘタコイ                                                                     | Hetakoi | —                            | 2007.08              | 2011.46              | Junko Nakano                            | —                                      |
| 214            | この恋は実らない                                                             | Kono koi wa miranai                                                                                           | —                            | 2007.09              | 2007.44              | Tomo Taketomi                           | —                                      |
| 215            | ワルボロ                                                                     | Waruboro | —                            | 2007.10              | 2007.44              | Itaya Gettsu                            | Akio Hanaoka                           |
| 216            | 犬のジュース屋さん                                                           | Inu no juice ya-san z                                                                                         | —                            | 2007.21・22          | 2009.02·03           | Gō Oohinata                             | —                                      |
| 217            | 十字架の魔術師                                                               | Jūjika no majutsushi                                                                                          | —                            | 2007.24              | 2008.18              | Okazaki Kei                             | —                                      |
| 218            | ラッキーセブンスター                                                         | Lucky Seven Star                                                                                              | —                            | 2007.30              | 2008.12              | Kenichi Tachibana                       | —                                      |
| 219            | 風の陣                                                                       | Kaze no jin                                                                                                   | —                            | 2007.35              | 2008.48              | Hiroshi Motomiya                        | —                                      |
| 220            | 風が強く吹いている                                                           | Kaze ga tsuyoku fuite iru                                                                                     | —                            | 2007.46              | 2008.32              | Sorata Unno                             | Shion Miura                            |
| 221            | ノノノノ                                                                     | Nononono | Nononono                     | 2007.47              | 2011.02              | Lynn Okamoto                            | —                                      |
| 222            | 孤高の人                                                                     | Kokō no hito                                                                                                  | Ascension                    | 2007.48              | 2011.48              | Shin'ichi Sakamoto                      | Jiro Nitta                             |
| 223            | SINfinity                                                                    | Sinfinity | —                            | 2007.50              | 2008.18              | Takumaru Sasaki                         | —                                      |
| 224            | 明日泥棒                                                                     | Ashita dorobō                                                                                                 | —                            | 2007.51              | 2008.52              | Cōrt Betten                             | Masaya Hokazono                        |
| {{{numéro}}} c | んんん                                                                       | zzzzz | 2008                         | 2008.00              | 2008.00              | zzzzz                                   | zzzzz                                  |
| 225            | 子泣きじじいの飼い方                                                         | Konaki jijii no kaikata                                                                                       | —                            | 2008.                | 2010.                | Yugo Ishikawa                           | —                                      |
| 226            | Ageha Destroy                                                                | Ageha destroy                                                                                                 | —                            | 2008.07              | 2009.02              | Kazuki Funatsu                          | —                                      |
| 227            | サムライソルジャー                                                           | Samurai Soldier                                                                                               | —                            | 2008.13              | 2014.13              | Ryūichirō Yamamoto                      | —                                      |
| 228            | とりどりことり                                                               | Toridori kotori                                                                                               | —                            | 2008.18              | 2010.17              | Eri Takeda                              | —                                      |
| 229            | ローゼンメイデン                                                             | Rozen Maiden                                                                                                  | Rozen Maiden                 | 2008.20              | 2014.14              | Peach-Pit                               | —                                      |
| 230            | 外天の夏                                                                     | Genten no natsu                                                                                               | —                            | 2008.21・22          | 2009.19              | Naoki Azuma                             | Hiroto Saki                            |
| 231            | モートリ 妄想の砦                                                            | Motori Mosô no toride                                                                                         | —                            | 2008.27              | 2010.20              | Kyo Hatsuki                             | —                                      |
| 232            | 合法都市                                                                     | Gōhō toshi | —                            | 2008.48              | 2010.15              | Jin Tōjō                                | —                                      |
| {{{numéro}}} c | んんん                                                                       | zzzzz | 2009                         | 2009.00              | 2009.00              | zzzzz                                   | zzzzz                                  |
| 233            | バカとボイン                                                                 | Baka to boing                                                                                                 | —                            | 2009.01・02          | 2010.04·05           | Hiyoko Kobayashi                        | —                                      |
| 234            | 新サラリーマン金太郎                                                         | Shin Salaryman Kintarō                                                                                        | —                            | 2009.07              | 2011.                | Hiroshi Motomiya                        | —                                      |
| 235            | VS. -北関東連続幼女誘拐・殺人事件の真実-                                     | Vs. - kitakantō renzoku yōjo yūkai satsujin jiken no shinjitsu                                                | L'Affaire Sugaya             | 2009.47              | 2010.01              | Kenichi Tachibana                       | Hiroshi Takano                         |
| 236            | 栄光なき天才たち2009                                                         | Eikō naki tensaitachi 2009                                                                                    | —                            | 2009.48              | 2009.                | Shingo Morita                           | —                                      |
| 237            | ヤナガオート                                                                 | Yanaga auto                                                                                                   | —                            | 2009.49              | 2010.31              | Kōjirō Umezawa                          | —                                      |
| 238            | カイチュー!                                                                  | Kaichu! | —                            | 2009.51              | 2010.20              | Yūki Hayashi                            | —                                      |
| {{{numéro}}} c | んんん                                                                       | zzzzz | 2010                         | 2010.00              | 2010.00              | zzzzz                                   | zzzzz                                  |
| 239            | デリバリーシンデレラ                                                         | Delivery Cinderella                                                                                           | —                            | 2010.06              | 2012.30              | Non                                     | —                                      |
| 240            | 新説!さかもっちゃん                                                          | Shinsetsu! Sakamocchan                                                                                        | —                            | 2010.07              | 2010.50              | Daiju Yanauchi                          | —                                      |
| 241            | 栄光なき天才たち2010                                                         | Eikō naki tensaitachi 2010                                                                                    | —                            | 2010.08              | 2010.                | Shingo Morita                           | —                                      |
| 242            | へ〜せいポリスメン!!                                                         | Heisei Policemen!!                                                                                            | —                            | 2010.08              | 2014.2               | So-he- Inaba                            | —                                      |
| 243            | サラリーマン金太郎 順不同                                                    | Salaryman Kintaro - Funfudou                                                                                  | —                            | 2010.18              | 2011.01              | Hiroshi Motomiya                        | —                                      |
| 244            | 乙女のホゾシタ                                                               | Otome no hozoshita                                                                                            | —                            | 2010.19              | 2011.25              | Machiko Madoka                          | —                                      |
| 245            | 馬鹿者のすべて                                                               | Bakamono no subete                                                                                            | —                            | 2010.23              | 2011.15              | Yū Muraoka                              | —                                      |
| 246            | 日々ロック                                                                   | Hibi Rock | —                            | 2010.27              | 2015.8               | Katsumasa Enokiya                       | —                                      |
| 247            | 華と修羅                                                                     | Hana to shura                                                                                                 | —                            | 2010.29              | 2011.31              | Noriyoshi Inoue                         | —                                      |
| 248            | 石影妖漫画譚                                                                 | Sekiei ayakashi mangatan                                                                                      | —                            | 2010.32              | 2011.01              | Takanori Kawai                          | —                                      |
| 249            | YOUKIの直球                                                                  | Yōki no chokkyū                                                                                               | —                            | 2010.34              | 2011.03              | Toshio Nobe                             | —                                      |
| 250            | 週刊はじめての初音ミク                                                       | Shūkan hajimete no hatsune miku                                                                               | —                            | 2010.40              | 2013.34              | Kentarō Hayashi                         | —                                      |
| 251            | おはにゅ〜 -女子アナパラダイス-                                              | Ohanyu - joshi ana collection                                                                                 | —                            | 2010.43              | 2010.45              | Takumi Kobayashi                        | —                                      |
| 252            | デストロイ アンド レボリューション                                           | Destroy and Revolution                                                                                        | —                            | 2010.47              | 2016.48              | Kōji Mori                               | —                                      |
| 253            | ガウリンガール                                                               | Gowlingirl | —                            | 2010.49              | 2011.18·19           | Yoshiya Fujii                           | —                                      |
| 254            | サイクロプス少女さいぷ〜                                                     | Cyclops shōjo saipu~                                                                                          | —                            | 2010.51              | 2011.4-5             | Yasu Tora                               | —                                      |
| {{{numéro}}} c | んんん                                                                       | zzzzz | 2011                         | 2011.00              | 2011.00              | zzzzz                                   | zzzzz                                  |
| 255            | おはにゅ〜 -女子アナコレクション-                                            | Ohanyu - joshi ana collection                                                                                 | —                            | 2011.03              | 2012.29              | Takumi Kobayashi                        | —                                      |
| 256            | 犯撃少女 キリエ                                                              | Hanzai shōjo kirie                                                                                            | —                            | 2011.13              | 2011.34              | Ken Sugawara                            | —                                      |
| 257            | ねじまきカギュー                                                             | Nejimaki kagyu                                                                                                | —                            | 2011.13              | 2014.28              | Atsushi Nakayama                        | —                                      |
| 258            | シンバ・ラ・ダ                                                               | Shinba ra da                                                                                                  | Shimba Ra Da                 | 2011.15              | 2011.51              | Makoto Shiozuka                         | Tomohiro Matsu                         |
| 259            | 士道 サンライズ                                                              | Sidooh: Sunrise                                                                                               | —                            | 2011.16              | 2011.24              | Tsutomu Takahashi                       | —                                      |
| 260            | GRAND SLAM                                                                   | Grand Slam | —                            | 2011.18・19          | 2014.17              | Kei Kawano                              | —                                      |
| 261            | 俺の嫁はあいつの妻                                                           | Ore no yome wa aitsu no tsuma                                                                                 | —                            | 2011.21              | 2011.46              | Hiroshi Motomiya                        | —                                      |
| 262            | オキザリスの旗 長宗我部元親外伝                                              | Oxalis no hata: chōsokabe motochikaden                                                                        | —                            | 2011.22・23          | 2011.43              | Keisuke Ide                             | —                                      |
| 263            | 怪盗ロワイヤル〜ロザルタの秘宝を追え!!〜                                     | Kaitō royale - rozalta no hihō o oe!!                                                                         | —                            | 2011.30              | 2011.39              | Cōrt Betten                             | —                                      |
| 264            | あっ! アシカがっ!!!                                                          | A! Ashikaga!!!                                                                                                | —                            | 2011.30              | 2012.10              | Takauji Ashikaga                        | Yū Sagusa                              |
| 265            | スピナマラダ!                                                                | Supinamarada!                                                                                                 | —                            | 2011.33              | 2012.49              | Satoru Noda                             | —                                      |
| 266            | 廃屋の住人                                                                   | Haioku no jūnin                                                                                               | —                            | 2011.34              | 2011.44              | Shuzō Kesamaru                          | —                                      |
| 267            | ラジオヘッズ                                                                 | Radio Heads                                                                                                   | —                            | 2011.39              | 2012.14              | Hirokazu Mukōra                         | —                                      |
| 268            | 東京喰種 トーキョーグール                                                    | Tokyo kushu                                                                                                   | Tokyo Ghoul                  | 2011.41              | 2014.42              | Sui Ishida                              | —                                      |
| 269            | 源君物語                                                                     | Minamoto-kun monogatari                                                                                       | —                            | 2011.42              | 2019.40              | Minori Inaba                            | Kyosuke Kichise                        |
| 270            | 栄光なき天才たち2011                                                         | Eikō naki tensaitachi 2011                                                                                    | —                            | 2011.47              | 2012.04·05           | Shingo Morita                           | —                                      |
| 271            | パパのいうことを聞きなさい!〜路上観察研究日誌〜                              | Papa no iu koto o kikinasai! - rojō kansatsu kenkyū nisshi                                                    | —                            | 2011.48              | 2012.30              | Hirotsugu Miyano                        | —                                      |
| 272            | ヒトヒトリフタリ                                                             | Hito hitori futari                                                                                            | —                            | 2011.49              | 2013.35              | Tsutomu Takahashi                       | —                                      |
| 273            | SAN PIECE -サンピース-                                                       | San piece | —                            | 2011.52              | 2012.22·23           | Noriyuki Tominaga                       | Yasushi Akimoto                        |
| {{{numéro}}} c | んんん                                                                       | zzzzz | 2012                         | 2012.00              | 2012.00              | zzzzz                                   | zzzzz                                  |
| 274            | 極黒のブリュンヒルデ                                                         | Gokukoku no brynhildr                                                                                         | —                            | 2012.09              | 2016.18              | Lynn Okamoto                            | —                                      |
| 275            | ロンジコーン                                                                 | Longicorn | —                            | 2012.15              | 2012.33              | Takuya Yoshimura                        | —                                      |
| 276            | キャプテン翼 海外激闘編 EN LA LIGA 最終章                                    | Captain Tsubasa - Kaigai kekidō-hen - En la Liga                                                              | —                            | 2012.16              | 2012.19              | Yoichi Takahashi                        | —                                      |
| 277            | TERRA FORMARS                                                                | Terra Formars                                                                                                 | Terra Formars                | 2012.22・23          | —                    | Kenichi Tachibana                       | —                                      |
| 278            | あるみちゃんの学習帳                                                         | Arumi-chan no gakushūchō                                                                                      | —                            | 2012.28              | 2013.27              | Renjūrō Kindaichi                       | —                                      |
| 279            | WxY ダブリューエックスワイ                                                   | W x Y | —                            | 2012.30              | 2014.12              | Machiko Madoka                          | —                                      |
| 280            | ニポンゴ                                                                     | Nipongo | —                            | 2012.31              | 2014.15              | Egumi Sora                              | —                                      |
| 281            | GOKUSAI                                                                      | Gokusai | —                            | 2012.44              | 2013.35              | Tetsuya Saruwatari                      | —                                      |
| 282            | ギャングスターアイランド                                                     | Gangster Island                                                                                               | —                            | 2012.46              | 2013.15              | Takuto Kirishina                        | —                                      |
| 283            | 白雪姫と7人の囚人                                                            | Shirayukihime to 7-nin no shūjin                                                                              | —                            | 2012.49              | 2013.52              | Kuroko Yabuguchi                        | —                                      |
| 284            | わたしはキャワワワ!!                                                         | Watashi wa kyawawawa!!                                                                                        | —                            | 2012.51              | 2013.13              | Aimon Dai                               | —                                      |
| {{{numéro}}} c | んんん                                                                       | zzzzz | 2013                         | 2013.00              | 2013.00              | zzzzz                                   | zzzzz                                  |
| 285            | Line Offline ボクら図鑑                                                      | Line Offline bokura zukan                                                                                     | —                            | 2013.05・06          | 2013.21·22           | Team Kindaichi                          | —                                      |
| 286            | ミエリーノ柏木                                                               | Mierīno Kashiwagi                                                                                             | —                            | 2013.07              | 2013.29              | Noriko Ōtani                            | —                                      |
| 287            | イノサン                                                                     | Innocent | Innocent                     | 2013.09              | 2015.20              | Shin'ichi Sakamoto                      | —                                      |
| 288            | ビーストホイラー                                                             | Beast Wheeler                                                                                                 | —                            | 2013.13              | 2013.21·22           | Haruto Umezawa                          | —                                      |
| 289            | 干物妹！うまるちゃん                                                         | Himōto! Umaru chan                                                                                            | —                            | 2013.15              | 2017.50              | Sankaku Head                            | —                                      |
| 290            | 仮面ティーチャーBLACK                                                        | Kamen Teacher Black                                                                                           | Kamen Teacher Black          | 2013.21・22          | 2014.46              | Tōru Fujisawa                           | —                                      |
| 291            | トライAンジェル                                                              | Try Angel | —                            | 2013.24              | 2013.30              | Kimiya Kaji                             | —                                      |
| 292            | かくりよものがたり                                                           | Kakuriyo Monogatari                                                                                           | Stray Souls                  | 2013.32              | 2015.04-05           | Ryū Fujisaki                            | —                                      |
| 293            | モングレル                                                                   | Mongrel | —                            | 2013.33              | 2014.20              | Katsutoshi Murase                       | —                                      |
| 294            | 群青戦記グンジョーセンキ                                                     | Gunjô Senki                                                                                                   | —                            | 2013.39              | 2017.29              | Masaki Kasahara                         | —                                      |
| 295            | 君は淫らな僕の女王                                                           | Kimi ha Midara na Boku no Jooh                                                                                | No Control                   | 2013.50              | 2017.40              | Mengo Yokoyari                          | Lynn Okamoto                           |
| 296            | ハマトラ                                                                     | Hamatora | —                            | 2013.51              | 2015.02              | Yuki Kodama                             | Yukinori Kitajima                      |
| {{{numéro}}} c | んんん                                                                       | zzzzz | 2014                         | 2014.00              | 2014.00              | zzzzz                                   | zzzzz                                  |
| 297            | ボクガール                                                                   | Boku Girl | —                            | 2014.02              | 2016.24              | Akira Sugito                            | —                                      |
| 298            | オール ユー ニード イズ キル                                                 | All You Need Is Kill                                                                                          | All You Need Is Kill         | 2014.06-07           | 2014.26              | Takeshi Obata                           | Ryōsuke Takeuchi, Hiroshi Sakurazaka   |
| 299            | 横浜線ドッペルゲンガー                                                       | Yokohama-sen Doppelgänger                                                                                     | Doppelgänger                 | 2014.11              | 2015.01              | Vanessa Chihiro Tamaki                  | —                                      |
| 300            | バルセロナの太陽                                                             | Barcelona no Taiyô                                                                                            | —                            | 2014.13              | 2015.02              | Yoshiyuki Murakami                      | —                                      |
| 301            | 妖怪少女 -モンスガ-                                                          | Yōkai Shōjo Monster Girl                                                                                      | —                            | 2014.14              | 2017.30              | Funatsu Kazuki                          | —                                      |
| 302            | 剣光妃 -日ノ国大帝國軍くれない一騎当千隊                                     | Kenkōki -Hi no Kuni Daiteikokugun Kurenai Ikkitōsentai-                                                       | —                            | 2014.18              | 2014.36-37           | Yuriko Noguchi                          | —                                      |
| 303            | もぐささん                                                                   | Mogusa-san | —                            | 2014.19              | 2016.06-07           | Toshitomo Ōtake                         | —                                      |
| 304            | リクドウ                                                                     | Rikudō | Riku-do - La rage aux poings | 2014.20              | 2019.25              | Toshimitsu Matsubara                    | —                                      |
| 305            | パープル式部                                                                 | Purple Shikibu                                                                                                | —                            | 2014.27              | 2015.31              | Forbidden Shibukawa                     | —                                      |
| 306            | 思春期サァカス                                                               | Shishunki Circus                                                                                              | —                            | 2014.28              | 2015.17              | G3 Ida                                  | —                                      |
| 307            | しらたまくん                                                                 | Shiratama-kun                                                                                                 | —                            | 2014.35              | 2017.33              | Souhei Inaba                            | —                                      |
| 308            | ゴールデンカムイ                                                             | Golden Kamui                                                                                                  | Golden Kamui                 | 2014.38              | —                    | Noda Satoru                             | —                                      |
| 309            | 二次元JUMPIN'                                                                | Nijigen Jumpin'                                                                                               | —                            | 2014.43              | 2015.21-22           | Takahashi Tsutomu                       | —                                      |
| 310            | 東京喰種 トーキョーグール：re                                                | Tokyo Ghoul:re                                                                                                | Tokyo Ghoul:re               | 2014.46              | 2018.31              | Sui Ishida                              | —                                      |
| {{{numéro}}} c | んんん                                                                       | zzzzz | 2015                         | 2015.00              | 2015.00              | zzzzz                                   | zzzzz                                  |
| 311            | カコとニセ探偵                                                               | Kako to Nise Tantei                                                                                           | —                            | 2015.02              | 2015.43              | Yasunori Mitsunaga                      | —                                      |
| 312            | BUNGO-ブンゴ-                                                                | BUNGO | —                            | 2015.03              | —                    | Yūji Ninomiya                           | —                                      |
| 313            | 87CLOCKERS                                                                   | 87CLOCKERS | —                            | 2015.04-05           | 2016.31              | Tomoko Ninomiya                         | —                                      |
| 314            | Rūnin                                                                        | Rūnin | —                            | 2015.08              | 2015.28              | Tetsuya Saruwatari                      | —                                      |
| 315            | 潔癖男子!青山くん                                                            | Keppeki Danshi! Aoyama-kun                                                                                    | —                            | 2015.09              | 2017.05-06           | Taku Sakamoto                           | —                                      |
| 316            | 予告犯 -THE COPYCAT                                                          | Prophecy: the Copycat                                                                                         | Prophecy: the Copycat        | 2015.15              | 2015.34              | Fumio Obata Fumio                       | Hitomi Hojo, Tetsuya Tsutsui           |
| 317            | サラリーマン金太郎 五十歳                                                    | Salaryman Kintarō - Gojissai                                                                                  | —                            | 2015.20              | 2016.11              | Hiroshi Motomiya                        | —                                      |
| 318            | プリマックス                                                                 | Pretty Max | —                            | 2015.21-22           | 2017.21              | Masahiko Aoki                           | Yokusaru Shibata                       |
| 319            | 元ヤン                                                                       | Motoyan | —                            | 2015.23              | 2018.36-37           | Ryūichirō Yamamoto                      | —                                      |
| 320            | 神様のハナリ                                                                 | Kami-sama no Hanari                                                                                           | —                            | 2015.33              | 2016.12              | Takuya Yoshimura                        | —                                      |
| 321            | 敬え!!留年センパイ                                                           | Uyamae!! Ryūnen senpai                                                                                        | —                            | 2015.40              | 2015.49              | Takuru Kutaku                           | —                                      |
| 322            | グラビアトリ                                                                 | Gravure Tori                                                                                                  | —                            | 2015.41              | 2016.31              | Kakeru Satō                             | —                                      |
| 323            | 銀河英雄伝説                                                                 | Ginga Eiyū Densetsu                                                                                           | Les Héros de la Galaxie      | 2015.45              | 2020.08              | Ryu Fujisaki                            | Yoshiki Tanaka                         |
| {{{numéro}}} c | んんん                                                                       | zzzzz | 2016                         | 2016.00              | 2016.00              | zzzzz                                   | zzzzz                                  |
| 324            | かぐや様は告らせたい〜天才たちの恋愛頭脳戦〜                                 | Kaguya-sama wa kokurasetai: Tensai-tachi no renai zunōsen                                                     | Kaguya-sama: Love is War     | 2016.17              | —                    | Aka Akasaka                             | —                                      |
| 325            | 君と100回目の恋                                                              | Kimi to Hyaku kai me no Koi                                                                                   | —                            | 2016.22              | 2017.10              | Kumichi Yoshizuki                       | Chocolate Records                      |
| 326            | もぐささんは食欲と闘う                                                       | Mogusa-san wa Shokuyoku to Tatakau                                                                            | —                            | 2016.31              | 2017.35              | Toshitomo Ootake                        | —                                      |
| 327            | 結崎さんはなげる!                                                            | Kunoichi no Ichi                                                                                              | —                            | 2016.32              | 2017.52              | Shinnosuke Kanazawa                     | —                                      |
| 328            | うらたろう                                                                   | Uratarou | —                            | 2016.36              | 2017.44              | Atsushi Nakayama                        | —                                      |
| 329            | クノイチノイチ!                                                              | Yuizaki-san ha Nageru!                                                                                        | —                            | 2016.43              | 2017.45              | Yuuma Kagami                            | —                                      |
| 330            | ライカンスロープ冒険保険                                                     | Lycanthrope Bouken Hoken                                                                                      | —                            | 2016.48              | 2017.38              | Yoshiyuki Nishi                         | —                                      |
| 331            | ブラックナイトパレード                                                       | Black Night Parade                                                                                            | Père Fouettard Corporation   | 2016.49              | 2019.34              | Hikaru Nakamura                         | —                                      |
| {{{numéro}}} c | んんん                                                                       | zzzzz | 2017                         | 2017.00              | 2017.00              | zzzzz                                   | zzzzz                                  |
| 332            | フルドラム                                                                   | Full Drum | Full Drum                    | 2017.01              | 2017.51              | Tohru Hakoishi                          | —                                      |
| 333            | ファインダー -京都女学院物語-                                                | Finder -Kyoto Jogakuin Monogatari-                                                                            | —                            | 2017.10              | 2018.17              | Osamu Akimoto                           | —                                      |
| 334            | カオリわーにんぐ!                                                            | Kaori Warning!                                                                                                | —                            | 2017.21              | 2017.49              | Gou Rikoshe                             | —                                      |
| 335            | helvetica ヘルベチカ                                                         | Helvetica | Helvetica                    | 2017.24              | 2018.13              | Tsumugi Somei                           | Shizuka Tsukiba                        |
| 336            | レトルトパウチ!                                                              | Retort Pouch!                                                                                                 | —                            | 2017.26              | 2019.03              | Mengo Yokoyari                          | —                                      |
| 337            | TAMATA                                                                       | Tamata | —                            | 2017.30              | 2018.26              | Asa Kayagasaki                          | —                                      |
| 338            | 凛とチア。                                                                   | Rin to Cheer.                                                                                                 | —                            | 2017.31              | 2018.23              | Shirohiko Yamada                        | —                                      |
| 339            | スナックバス江                                                               | Snack Basue                                                                                                   | —                            | 2017.33              | —                    | Forbidden Shibukawa                     | —                                      |
| 340            | DINER ダイナー                                                               | Diner | —                            | 2017.36-37           | 2019.02              | Takanori Kawai                          | Yumeaki Hirayama                       |
| 341            | バスルームのペペン                                                           | Bathroom no Pepen                                                                                             | —                            | 2017.40              | 2018.31              | Nobuhiro Kawanishi                      | —                                      |
| 342            | ふしぎの国の波平さん                                                         | Fushigi no Kuni no Namihei-san                                                                                | —                            | 2017.44              | 2018.29              | Yui Hata                                | Yoichi Komori                          |
| 343            | 7's -セブンズ-                                                               | 7's | —                            | 2017.53              | 2018.42              | Jirou Kido                              | —                                      |
| 344            | 干物妹!うまるちゃんG                                                         | Himouto! Umaru-chan G                                                                                         | —                            | 2017.53              | 2018.20              | Sankaku Head                            | —                                      |
| {{{numéro}}} c | んんん                                                                       | zzzzz | 2018                         | 2018.00              | 2018.00              | zzzzz                                   | zzzzz                                  |
| 345            | ブルーフォビア                                                               | Blue Phobia                                                                                                   | Blue Phobia                  | 2018.01              | 2018.23              | Eri Tsuruyoshi                          | —                                      |
| 346            | ドロ刑                                                                       | Dorokei | —                            | 2018.05-06           | 2019.30              | Shu Fukuda                              | —                                      |
| 347            | 夜明け後の静                                                                 | Yoake Ato no Shizu                                                                                            | —                            | 2018.09              | 2018.42              | Hideyuki Ishikawa                       | —                                      |
| 348            | クノイチノイチ!ノ弐                                                          | Kunoichi no Ichi! no Ni                                                                                       | —                            | 2018.10              | 2019.09              | Shinnosuke Kanazawa, Kazuyoshi Yamamoto | —                                      |
| 349            | 優良少女ファミリヤン                                                         | Yuuryou Shoujo Familyan                                                                                       | —                            | 2018.11              | 2018.47              | Kawakami                                | —                                      |
| 350            | ボクらは魔法少年                                                             | Bokura wa Mahō Shōnen                                                                                         | —                            | 2018.13              | 2019.14              | Teppei Fukushima                        | —                                      |
| 351            | 隣の悪女                                                                     | Tonari no Akujo                                                                                               | —                            | 2018.16              | 2019.02              | Vanessa Chihiro Tamaki                  | —                                      |
| 352            | 魔風が吹く                                                                   | Makaze ga Fuku                                                                                                | —                            | 2018.19              | 2019.12              | Masaki Enjōji                           | —                                      |
| 353            | 封神演義 外伝                                                                | Houshin Engi Gaiden                                                                                           | —                            | 2018.21-22           | 2018.28              | Ryu Fujisaki                            | —                                      |
| 354            | グッドジョブ                                                                 | Good Job | —                            | 2018.29              | 2020.33-34           | Hiroshi Motomiya                        | —                                      |
| 355            | さつきちゃん                                                                 | Satsuki-chan                                                                                                  | —                            | 2018.30              | 2019.08              | Sanosuke                                | —                                      |
| 356            | バトゥーキ                                                                   | Batuque | —                            | 2018.31              | 2020.27              | Toshio Sako                             | —                                      |
| 357            | 花待ついばら めぐる春                                                        | Hana Matsu Ibara: Meguru Haru                                                                                 | —                            | 2018.32              | 2019.24              | Esuko Sugawara                          | —                                      |
| 358            | かぐや様を語りたい                                                           | Kaguya-sama wo Kataritai                                                                                      | —                            | 2018.34              | —                    | G3 Ida                                  | Aka Akasaka                            |
| 359            | TIENPO -ティエンポ-                                                          | Tiempo | —                            | 2018.36-37           | 2019.46              | Daisuke Iino                            | —                                      |
| 360            | シャドーハウス                                                               | Shadows House                                                                                                 | Shadows House                | 2018.40              | —                    | Somato                                  | —                                      |
| 361            | バトンの星                                                                   | Baton no Hoshi                                                                                                | —                            | 2018.43              | 2018.52              | Hikaru Yajima                           | —                                      |
| 362            | 殺人無罪                                                                     | Satsujin Muzai                                                                                                | —                            | 2018.45              | 2019.34              | Hiroshi Ueda                            | Jun Kumagai                            |
| 363            | WHO I AM                                                                     | Who I Am | —                            | 2018.47              | —                    | Hiroki Tomizawa                         | —                                      |
| 364            | リビドーズ                                                                   | Libidors | —                            | 2018.49              | 2020.33-34           | Masaki Kasahara                         | —                                      |
| 365            | メイド・イン・ひっこみゅ〜ず                                                 | Maid in Hikkomuse                                                                                             | —                            | 2018.50              | 2020.49              | Sankaku Head                            | —                                      |
| {{{numéro}}} c | んんん                                                                       | zzzzz | 2019                         | 2019.00              | 2019.00              | zzzzz                                   | zzzzz                                  |
| 366            | 童子軍艦                                                                     | Doujigun | —                            | 2019.02              | 2019.46              | Serina Oda                              | —                                      |
| 367            | MoMo -the blood taker-                                                       | Momo: The Blood Taker                                                                                         | —                            | 2019.09              | —                    | Akira Sugito                            | —                                      |
| 368            | 可愛そうにね、元気くん                                                       | Kawai-sō ni ne, Genki-kun                                                                                     | —                            | 2019.14              | 2021.04・05          | Umi Komiya                              | —                                      |
| 369            | まくむすび                                                                   | Maku Musubi                                                                                                   | —                            | 2019.16              | 2020.10              | Shin Hotani                             | —                                      |
| 370            | シャトルアイズ                                                               | Shuttle Eyes                                                                                                  | —                            | 2019.17              | 2020.09              | Ren Hamahara                            | —                                      |
| 371            | ポチごっこ。                                                                 | Pochi Gokko.                                                                                                  | —                            | 2019.24              | 2019.45              | Ai Acchi                                | —                                      |
| 372            | シカバナ -はな、したい、こと-                                                | Shikabana -Wana, Shitai, Koto-                                                                                | —                            | 2019.26              | 2020.04-05           | Kei Monri                               | Nojo                                   |
| 373            | 彼女の野性が手に負えない                                                     | Kanojo no Yasei ga Te ni Oenai                                                                                | —                            | 2019.27              | 2020.09              | Suehiro Hikari                          | —                                      |
| 374            | シェイプシフター                                                             | Shape Shifter                                                                                                 | —                            | 2019.34              | 2020.15              | Touki Iwai                              | —                                      |
| 375            | 新サクラ大戦#漫画 the comic                                                  | Shin Sakura Taisen the Comic                                                                                  | —                            | 2019.41              | 2020.30              | Koyuri Noguchi                          | Jirou Ishii, Tite Kubo, Takaaki Suzuki |
| 376            | 貧々福々ナズナさま!                                                          | Hinhin Fukufuku Nazuna-sama!                                                                                  | —                            | 2019.42              | —                    | So-he Inaba                             | —                                      |
| 377            | アルマ                                                                       | Alma | —                            | 2019.44              | 2020.27              | Shinji Mito                             | —                                      |
| 378            | 久保さんは僕(モブ)を許さない                                                 | Kubo-san wa Boku (Mobu) wo Yurusanai                                                                          | —                            | 2019.47              | —                    | Nene Yukimori                           | —                                      |
| 379            | 九龍ジェネリックロマンス                                                     | Kowloon Generic Romance                                                                                       | —                            | 2019.49              | —                    | Jun Mayuzuki                            | —                                      |
| {{{numéro}}} c | んんん                                                                       | zzzzz | 2020                         | 2020.00              | 2020.00              | zzzzz                                   | zzzzz                                  |
| 380            | 君のことが大大大大大好きな 100人の彼女                                       | Kimi no koto ga Dai Dai Dai Dai Daisuki na 100-nin no Kanojo                                                  | —                            | 2020.04-05           | —                    | Yukiko Nozawa                           | Rikito Nakamura                        |
| 381            | GANTZ:E                                                                      | GANTZ:E | Gantz:E                      | 2020.06-07           | —                    | Jin Kagetsu                             | Hiroya Oku                             |
| 382            | HANDS                                                                        | Hands | —                            | 2020.10              | 2020.43              | Yūsuke Nakano                           | —                                      |
| 383            | 少年のアビス                                                                 | Shounen no Abyss                                                                                              | Boy's Abyss                  | 2020.13              | —                    | Ryou Minenami                           | —                                      |
| 384            | 曝ク者!                                                                      | Abaku Mono!                                                                                                   | —                            | 2020.14              | 2020.43              | Akira Namiba                            | —                                      |
| 385            | オーライ!                                                                    | All Right! | —                            | 2020.15              | 2020.49              | Suzuhira Hashimoto                      | —                                      |
| 386            | 推しの子                                                                     | Oshi no Ko | Oshi no ko                   | 2020.21              | —                    | Mengo Yokoyari                          | Aka Akasaka                            |
| 387            | ふたりぼっちのオタサーの姫                                                   | Futaribocchi no OtaCir no Hime                                                                                | —                            | 2020.22-23           | —                    | Kyoushinja Cool                         | —                                      |
| 388            | ジュピタリア                                                                 | Jupitaria | —                            | 2020.24              | —                    | Hirotsugu Kajiyama                      | —                                      |
| 389            | ウマ娘 シンデレラグレイ                                                      | Uma Musume Cinderella Gray                                                                                    | —                            | 2020.28              | —                    | Taiyou Kusumi                           | —                                      |
| 390            | スタンドUPスタート                                                           | Stand UP Start                                                                                                | —                            | 2020.29              | —                    | Shu Fukuda                              | —                                      |
| 391            | ジャンケットバンク                                                           | Junket Bank                                                                                                   | —                            | 2020.35              | —                    | Kazuyuki Tanaka                         | —                                      |
| 392            | 僕、いますよ。                                                               | Boku, Imasu yo.                                                                                               | —                            | 2020.36・37          | —                    | Hiroshi Motomiya                        | —                                      |
| 393            | シャドークロス                                                               | Shadow Cross                                                                                                  | —                            | 2020.50              | —                    | Esuko Sugawara                          | —                                      |
| {{{numéro}}} c | んんん                                                                       | zzzzz | 2021                         | 2021.00              | 2021.00              | zzzzz                                   | zzzzz                                  |
| 394            | 青年少女よ、春を貪れ                                                         | Seinen Shoujo haru wo musabore                                                                                | —                            | 2021.03              | —                    | Yamada Shirohiko                        | —                                      |
| 395            | 真・群青戦記                                                                 | Shin Gunjō Senki                                                                                              | —                            | 2021.06              | —                    | Ajichika                                | Kasahara Masaki                        |
| 396            | 王立魔法学園の最下生〜貧困街上がりの最強魔法師、貴族だらけの学園で無双する〜 | Ouritsu Mahou Gakuen no Saikasei - Hinkongai Agari no Saikyou Mahoushi, Kizoku Darake no Gakuen de Musou Suru | —                            | 2021.09              | —                    | Fumi Nagatsuki                          | Yusura Kankitsu                        |
| 397            | イビルヒーローズ                                                             | Evil Heroes                                                                                                   | —                            | 2021.26              | —                    | Yoshimitsu Iruka                        | Yusunori Mitsunaga                     |
| 398            | 陽キになりたい時雨さん                                                       | Youki ni Naritai Shigure-san                                                                                  | —                            | 2021.27              | —                    | Kanata Ōhama                            | —                                      |
| 399            | 黒鉄のヴァルハリアン                                                         | Kurogane no Valhallan                                                                                         | —                            | 2021.31              | —                    | Toshimitsu Matsubara                    | —                                      |
| 400            | ドクターゼロス〜スポーツ外科医・野並社の情熱〜                               | Doctor Zelos ~Sports Gekai Nonami Yashiro no Jounetsu~                                                        | —                            | 2021.33・34          | —                    | Suzuhira Hashimoto                      | Hideyuki Ishikawa                      |
| 401            | オットマン-OTTOMAN-                                                          | Ottoman | —                            | 2021.36・37          | —                    | Shinnosuke Kanazawa                     | —                                      |